# Tom Boonen
Pour les articles homonymes, voir Boonen.
Tom Boonen, né le 15 octobre 1980 à Mol, est un coureur cycliste belge (2002-2017) et un pilote de rallye automobile. Il est membre de l'équipe Quick-Step Floors durant 15 ans. Routier-sprinter et spécialiste des courses pavées. Il a notamment gagné quatre fois Paris-Roubaix et trois fois le Tour des Flandres, a remporté le maillot vert du Tour de France 2007 et a été champion du monde 2005. Dans le top 100 des meilleurs sportifs du XXIe siècle de Marca, il obtient la 82e place.

## Biographie

### Enfance et carrière amateur
Tom Boonen naît à Mol, dans la province d'Anvers le 15 octobre 1980. Son père, André Boonen, a été cycliste professionnel de 1979 à 1984. Il grandit avec ses parents et son frère à Balen. Il commence le cyclisme en 1992 après avoir remporté une course inter-écoles sur le circuit de Zolder. Quelques années plus tard, il est repéré par Dirk Demol, ancien vainqueur de Paris-Roubaix et alors dirigeant du club cycliste de Courtrai, le Kortrijk Groeninge Spurters, que Tom Boonen intègre à 16 ans.
Coureur amateur, Boonen remporte de nombreuses victoires, notamment Paris-Tours espoirs 2000 et le Championnat de Belgique espoirs 2001. Il s'impose également comme un spécialiste des classiques pavées, terminant troisième puis quatrième de Paris-Roubaix espoirs et deuxième du Het Volk espoirs. Il participe aux championnats du monde de 2001 à Lisbonne au Portugal. Il y prend la 37e place de la course en ligne des moins de 23 ans. Il termine l'année à la dixième place du classement UCI des moins de 23 ans. En fin de saison, il est lauréat du Vélo de cristal du meilleur jeune cycliste belge de l'année.

### Carrière professionnelle

#### Les débuts

##### 2002: première année professionnelle chez US Postal
Demol, devenu entretemps directeur sportif chez US Postal Service, attire Boonen dans l'équipe américaine et lui fait signer son premier contrat professionnel en 2002. Il perce dès sa première année chez les professionnels : il obtient plusieurs places d'honneur sur les semi-classiques belges, et surtout, se classe troisième de Paris-Roubaix. Il devient alors un espoir pour la Belgique, qui voit en lui un futur grand champion. La même année, il remporte sa première victoire professionnelle, au sprint, sur la 2e étape de l'Uniqa Classic.

##### 2003: arrivée chez Quick Step-Davitamon
Il est recruté dès l'année suivante par Quick Step-Davitamon, cassant son contrat avec US Postal Service. Cette première saison dans l'équipe belge n'est pas aussi bonne qu'espéré. Boonen termine cinquième du Het Volk et troisième de Gand-Wevelgem, mais n'est que 24e de Paris-Roubaix. Il remporte sa deuxième victoire, sur une étape du Tour de Belgique, et participe au Tour d'Espagne, où il manque de peu la victoire au sprint face à Erik Zabel sur la 11e étape.

##### 2004: première victoire à Gand-Wevelgem
Boonen prépare la saison des classiques pavées au Qatar, où il termine deuxième du Grand Prix de Doha et troisième du Tour du Qatar, dont il remporte une étape, puis en Espagne, où il remporte une étape de la Ruta del Sol. Cette campagne de classiques est un succès. Il remporte successivement le Grand Prix E3, Gand-Wevelgem et le Grand Prix de l'Escaut. Mais il n'est pas encore au niveau sur les plus grandes classiques, terminant neuvième de Paris-Roubaix.
Préparant sa première participation au Tour de France, Boonen accumule les victoires au sprint. En mai et juin, il remporte sept nouvelles victoires d'étape, et le classement final du Tour de Picardie. Il se présente au départ du Tour parmi les favoris pour les arrivées groupées. Après un début de Tour difficile, il confirme en remportant, la 6eétape, sa première étape dans un grand tour, à Angers, puis la prestigieuse dernière étape du Tour sur les Champs-Élysées. Il n'est cependant pas assez régulier pour lutter pour le maillot vert.
En fin de saison, Boonen remporte quatre nouvelles victoires, dont le Mémorial Rik Van Steenbergen, portant son total de victoires à 19. Il termine l'année 10e au classement UCI et remporte plusieurs distinctions, dont le Vélo de cristal, le Trophée Flandrien et le Sprint d'or.

#### Les années Boonen

##### 2005: triplé Tour des Flandres-Paris-Roubaix-Mondiaux

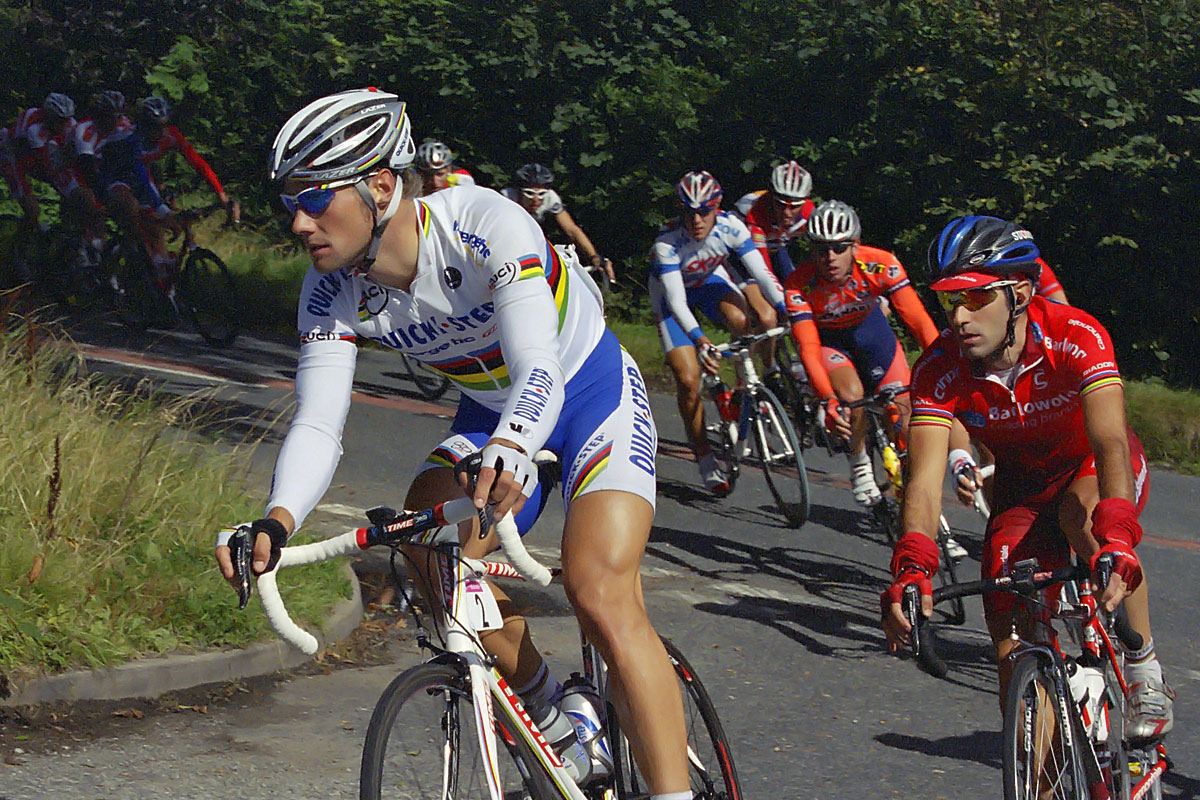
Tom Boonen avec le maillot de champion du monde.

En 2005, Boonen est très attendu, après sa très belle saison 2004. Il confirme, et effectue sa meilleure saison.
Comme l'année précédente, il se prépare au Qatar, où il obtient deux étapes. Il termine deuxième du Het Volk en remportant le sprint du peloton derrière Nick Nuyens, et remporte au sprint deux étapes de Paris-Nice. Il compte ainsi parmi les favoris du sprint final de Milan-San Remo, mais ne termine que huitième. Vainqueur pour la deuxième fois du Grand Prix E3, il prend le départ du Tour des Flandres en grand favori. Boonen remporte le Tour des Flandres en solitaire en attaquant ses adversaires alors qu'il est le favori du sprint, puis réalise le rare doublé Tour des Flandres/Paris-Roubaix.
Au cours de sa préparation du Tour de France, il remporte une nouvelle étape du Tour de Picardie, puis le Tour de Belgique. Sur le Tour de France, il remporte coup sur coup la 2e et la 3e étape, et porte 10 jours le maillot vert avant d'abandonner dans les Alpes. Il participe également sans succès au tour d'Espagne, mais remporte une nouvelle grande victoire en devenant champion du monde à Madrid le 25 septembre. Boonen termine la saison à la deuxième place de l'UCI ProTour, derrière Danilo Di Luca, et est élu Vélo d'or mondial et Sportif belge de l'année. Fort de 14 victoires, il remporte à nouveau le Vélo de cristal, le Trophée Flandrien et le Sprint d'or.

##### 2006: deuxième succès au Tour des Flandres
En 2006, Boonen reproduit la préparation des classiques qui lui a réussi les années précédentes. Il remporte le Grand Prix de Doha et le Tour du Qatar, une nouvelle étape de la Ruta del Sol et trois étapes de Paris-Nice. Décevant sur le Het Volk, il termine le lendemain troisième de Kuurne-Bruxelles-Kuurne. Il échoue pour la deuxième fois sur Milan-San Remo, qu'il termine à la quatrième place, mais remporte pour la troisième fois le Grand Prix E3. À la veille du Tour des Flandres, il apparaît plus dominateur que jamais sur les courses pavées. Il remporte haut la main le Tour des Flandres, réalisant le premier doublé depuis 1973 en battant au sprint son compatriote Leif Hoste. Mais il échoue dans Paris-Roubaix, franchissant la ligne d'arrivée en 5e position, loin du vainqueur Fabian Cancellara. Il est cependant promu 2e à la suite du déclassement de Leif Hoste, Peter Van Petegem et Vladimir Gusev. Il remporte néanmoins pour la deuxième fois le Grand Prix de l'Escaut.
Sa préparation pour le Tour de France est marquée par 4 nouvelles victoires, dont Veenendaal-Veenendaal et une étape du Tour de Suisse, et une troisième place au Championnat de Belgique, où il est battu au sprint par Niko Eeckhout. Favori des sprints du Tour, il ne remporte pas d'étape, mais profite de sa bonne performance sur le prologue pour endosser le maillot jaune à l'issue de la 3e étape. Il le cède à Serhiy Honchar à la suite de la 7e étape contre la montre à Rennes, puis est contraint à l'abandon pour des problèmes respiratoires durant l'étape menant à l'Alpe d'Huez.
En fin de saison, il remporte 4 nouvelles victoires, dont trois étapes de l'Eneco Tour, termine deuxième de Paris-Bruxelles, derrière Robbie McEwen, mais perd son titre de champion du monde au profit de l'italien Paolo Bettini. Il termine la saison à la septième place du ProTour, et remporte pour la troisième fois consécutive le Vélo de cristal et le Sprint d'or.

##### 2007: maillot vert du Tour de France

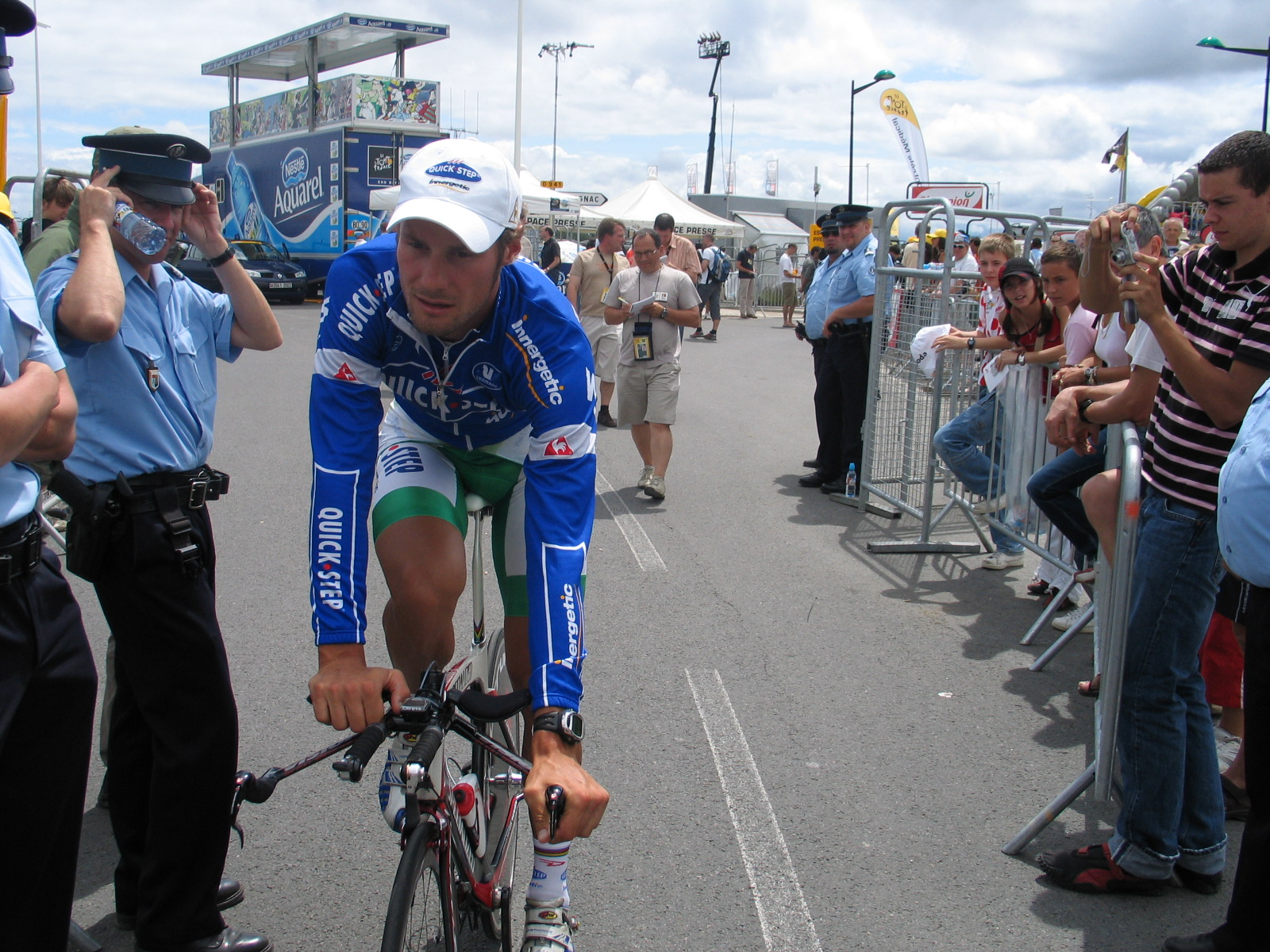
Tom Boonen après le contre-la-montre d'Angoulême lors du Tour de France 2007.

2007 commence, comme les autres années, sur les chapeaux de roues pour Boonen. Il termine deuxième du Tour du Qatar derrière son coéquipier Wilfried Cretskens en ayant remporté cinq étapes sur six. Il remporte une nouvelle étape de la Ruta del Sol et s'illustre sur le week-end d'ouverture belge en terminant troisième du Het Volk, puis en remportant le lendemain pour la première fois Kuurne-Bruxelles-Kuurne. Il participe sans succès à Paris-Nice, puis échoue une nouvelle fois dans sa quête d'une victoire sur Milan-San Remo où il termine troisième, devancé par Óscar Freire et Allan Davis.
Sa préparation des classiques est conforme aux années précédentes. Il remporte À travers les Flandres, puis, pour la quatrième fois consécutive, le Grand Prix E3, rejoignant au palmarès Rik Van Looy. Cependant, la campagne de classiques n'est pas à la hauteur des espérances de Boonen, qui échoue à la douzième place sur le Tour des Flandres, puis à la sixième sur Paris-Roubaix.
Vainqueur d'une étape du Tour de Belgique, mais battu sur le Championnat de Belgique par Stijn Devolder, Boonen n'est plus aussi dominateur au départ du Tour de France. Souvent placé, il s'empare du maillot vert dès la 2e étape, mais doit attendre la 6e étape pour triompher, à Bourg-en-Bresse. Il remporte une nouvelle étape, la 12e à Castres, et conserve le maillot vert jusqu'à Paris, s'adjugeant le classement par points.
La suite de la saison est difficile pour Boonen qui y met fin en abandonnant dans la Vuelta. Malgré 11 victoires, c'est sa plus mauvaise saison depuis 2003.

##### 2008: deuxième victoire à Paris-Roubaix

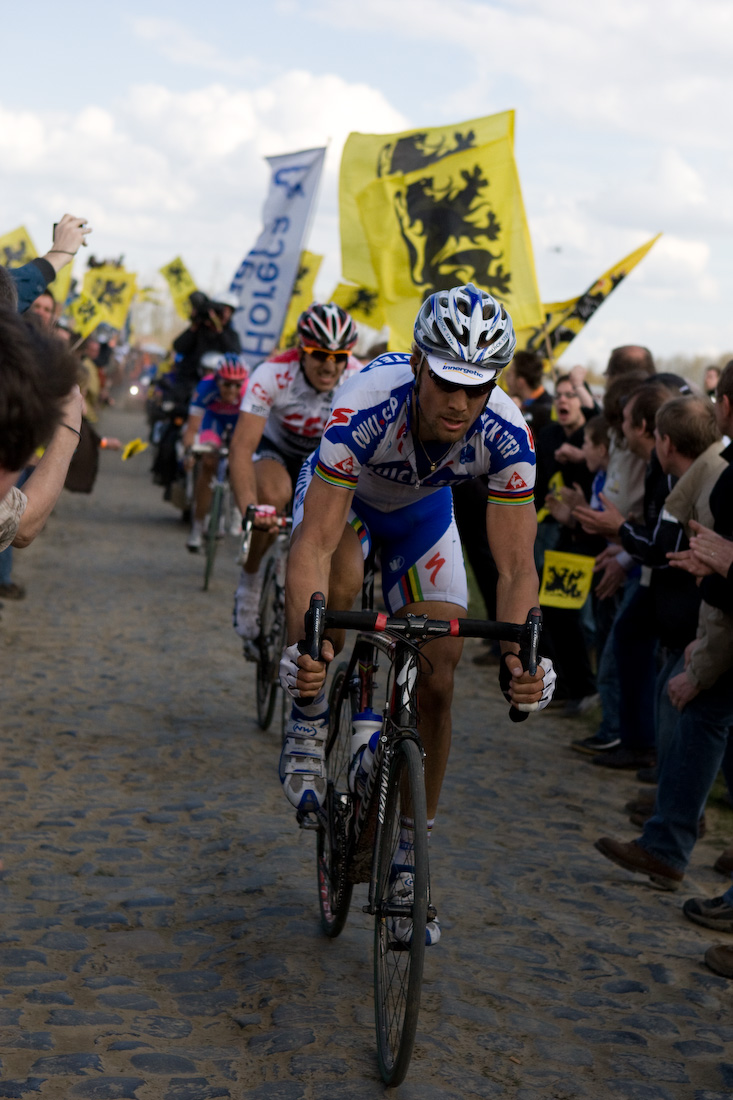
Boonen lors de Paris-Roubaix 2008

En 2008, Boonen remporte pour la deuxième fois le Tour du Qatar, dont il gagne aussi quatre étapes. Changeant de préparation, il choisit le Tour de Californie et février, où il remporte une étape, à nouveau le week-end d'ouverture, où il termine quatrième de Kuurne-Bruxelles-Kuurne, et Tirreno-Adriatico en mars. Peu à l'aise sur cette dernière course, il échoue une nouvelle fois sur Milan-San Remo, où il ne termine que 28e d'une course qui échappe aux sprinteurs. Plus inquiétant, il laisse échapper "son" Grand Prix E3, remporté par Kurt Asle Arvesen, puis le Tour des Flandres, où il doit jouer le jeu d'équipe au profit de son coéquipier Stijn Devolder. Boonen se présente donc affaibli au départ de Paris-Roubaix, mais prouve qu'il est un grand champion en s'imposant pour la deuxième fois, au sprint face à Fabian Cancellara et Alessandro Ballan. Il termine dans la foulée deuxième du Grand Prix de l'Escaut derrière Mark Cavendish.
Le 10 juin 2008, la presse belge annonce que Tom Boonen a fait l'objet d'un contrôle antidopage positif. Selon le journal Le Soir, il aurait été contrôlé positif à la cocaïne le 25 mai 2008 lors d'un contrôle hors compétition, deux jours avant le début du Tour de Belgique Le contrôle étant effectué hors compétition, Boonen n'est pas passible de sanctions sportives, mais le cas échéant de sanctions pénales. Dans une conférence de presse organisée le même jour, il reconnaît implicitement les faits, et la direction du Tour lui refuse la participation au Tour de France 2008 malgré l'insistance de son équipe.
Boonen se concentre alors sur la préparation du Tour d'Espagne, remportant 6 victoires, dont deux étapes de l'Eneco Tour. Il remporte enfin deux étapes de la Vuelta, et abandonne pour se préparer aux Championnats du monde, qu'il ne termine que 38e. En fin de saison, il remporte une étape du Circuit franco-belge, et termine deuxième du Prix national de clôture, mettant fin à une saison marquée par une victoire sur Paris-Roubaix, mais aussi de nombreuses déceptions, et un contrôle positif.

##### 2009: troisième victoire à Paris-Roubaix

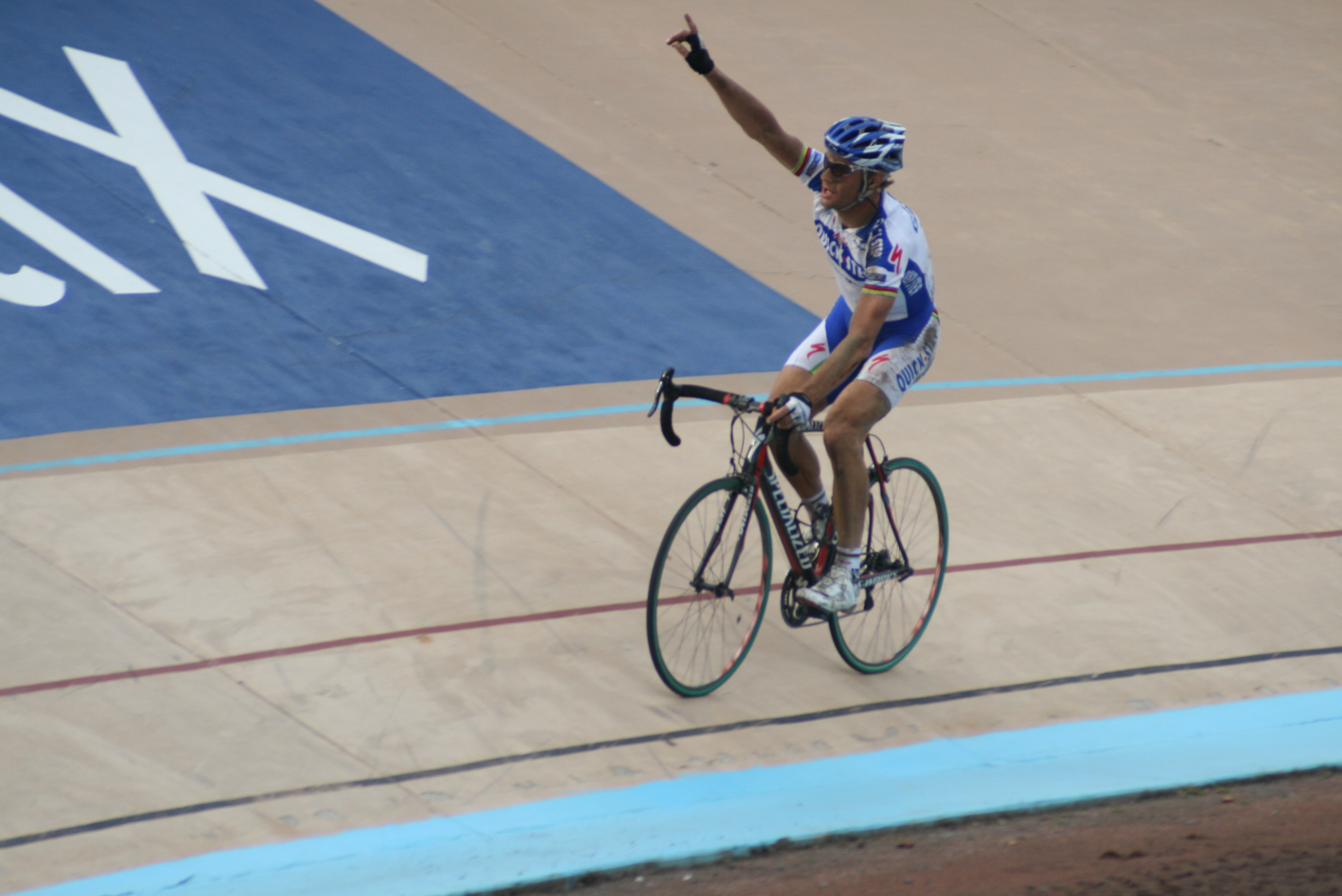
Tom Boonen à l'arrivée du Paris-Roubaix 2009

Boonen commence 2009 par le rituel qatari : il remporte pour la troisième fois le Tour du Qatar. Après avoir pris part au Tour de Californie, il échoue à nouveau sur le Circuit Het Volk, mais remporte pour la deuxième fois Kuurne-Bruxelles-Kuurne. Décevant, comme l'année précédente, sur Tirreno-Adriatico, Boonen échoue pour la cinquième fois sur Milan-San Remo, où il termine 15e malgré le travail de son équipier Sylvain Chavanel. Il prépare brillamment les classiques pavées en terminant troisième d'À travers les Flandres, favorisant la victoire de son coéquipier Kevin Van Impe, puis deuxième du Grand Prix E3, battu par Filippo Pozzato. Il s'affirme ainsi à nouveau comme un des grands favoris du Tour des Flandres, mais c'est son coéquipier Stijn Devolder qui s'impose. Boonen parvient ensuite à remporter Paris-Roubaix pour la troisième fois, cette fois-ci en solitaire.
Tom Boonen est de nouveau contrôlé positif à la cocaïne à la fin du mois d'avril. Il est suspendu par son équipe, Quick Step, jusqu'au 2 juin 2009. Cependant, ce contrôle s'étant, une nouvelle fois, déroulé hors compétition, aucune sanction ne peut être prise par la Royale ligue vélocipédique belge ni par l'Union cycliste internationale. Les seules poursuites possibles auraient pu être judiciaires. Il avoue aussi qu'il se trouve dans un état psychologique dépressif et qu'il fait face à des problèmes avec l'alcool. Il est également révélé qu'il avait été contrôlé positif à la cocaïne une première fois hors compétition en novembre 2007. Il s'agit donc son troisième test positif en moins de deux ans.
En juin, Tom Boonen devient champion de Belgique sur route. À la suite de son contrôle positif à la cocaïne, Boonen est un temps interdit de participer au Tour de France. À la veille du départ du Tour de France, la Chambre arbitrale du sport du comité national olympique et sportif français (CNOSF) a autorisé Tom Boonen à prendre le départ de la « Grande Boucle ». Lors de ce Tour, Boonen n'obtient pas de bon résultat et finit par se retirer, malade, au matin de la 15e étape. Il termine sa saison par le Paris-Tours où il est battu au sprint par Philippe Gilbert.

##### 2010: l'échec dans les classiques
Après avoir remporté deux étapes du Tour du Qatar, une étape du Tour d'Oman et une de Tirreno-Adriatico, il se fait battre par Óscar Freire à Milan-San Remo. De même, il ne parvient pas à contenir Fabian Cancellara sur ses terres, ni au Grand Prix E3 ni au Tour des Flandres (il termine deuxième de ces courses) ni à Paris-Roubaix. Initialement sélectionné pour le Tour de France, il doit cependant renoncer à y participer, étant atteint d'une tendinite au genou gauche nécessitant du repos avant une rééducation après une lourde chute au Tour de Suisse. Il doit également déclarer forfait pour le championnat de Belgique sur route, épreuve dont il est le tenant du titre. Malgré son retour à l'entraînement début août, il ne participe pas au Tour d'Espagne et au championnat du monde. Il termine dix-neuvième du classement mondial UCI.

##### 2011: deuxième victoire à Gand-Wevelgem
Au début de la saison, Tom Boonen remporte la première étape du Tour du Qatar. À la fin du mois de mars, il remporte pour la deuxième fois Gand-Wevelgem. Il termine ensuite quatrième du Tour des Flandres. Lors de Paris-Roubaix, il abandonne à environ 50 km de l'arrivée, après un ennui mécanique dans la trouée de Wallers-Arenberg et deux chutes. Le co-leader de l'équipe Quick Step sur cette classique, Sylvain Chavanel, subit une crevaison puis une lourde chute qui prive l'équipe de tout espoir de victoire. Le 22 juin, Tom Boonen prolonge son contrat de deux ans dans l'équipe Quick Step. Il participe au Tour de France. Il y est victime d'une chute durant la 5e étape, dont les conséquences le contraignent à abandonner deux jours plus tard. Il participe ensuite au Tour d'Espagne, au cours duquel une fracture du scaphoïde de la main gauche le contraint à abandonner.

##### 2012: quadruplé Gand-Wevelgem - Grand Prix E3 - Tour des Flandres - Paris Roubaix

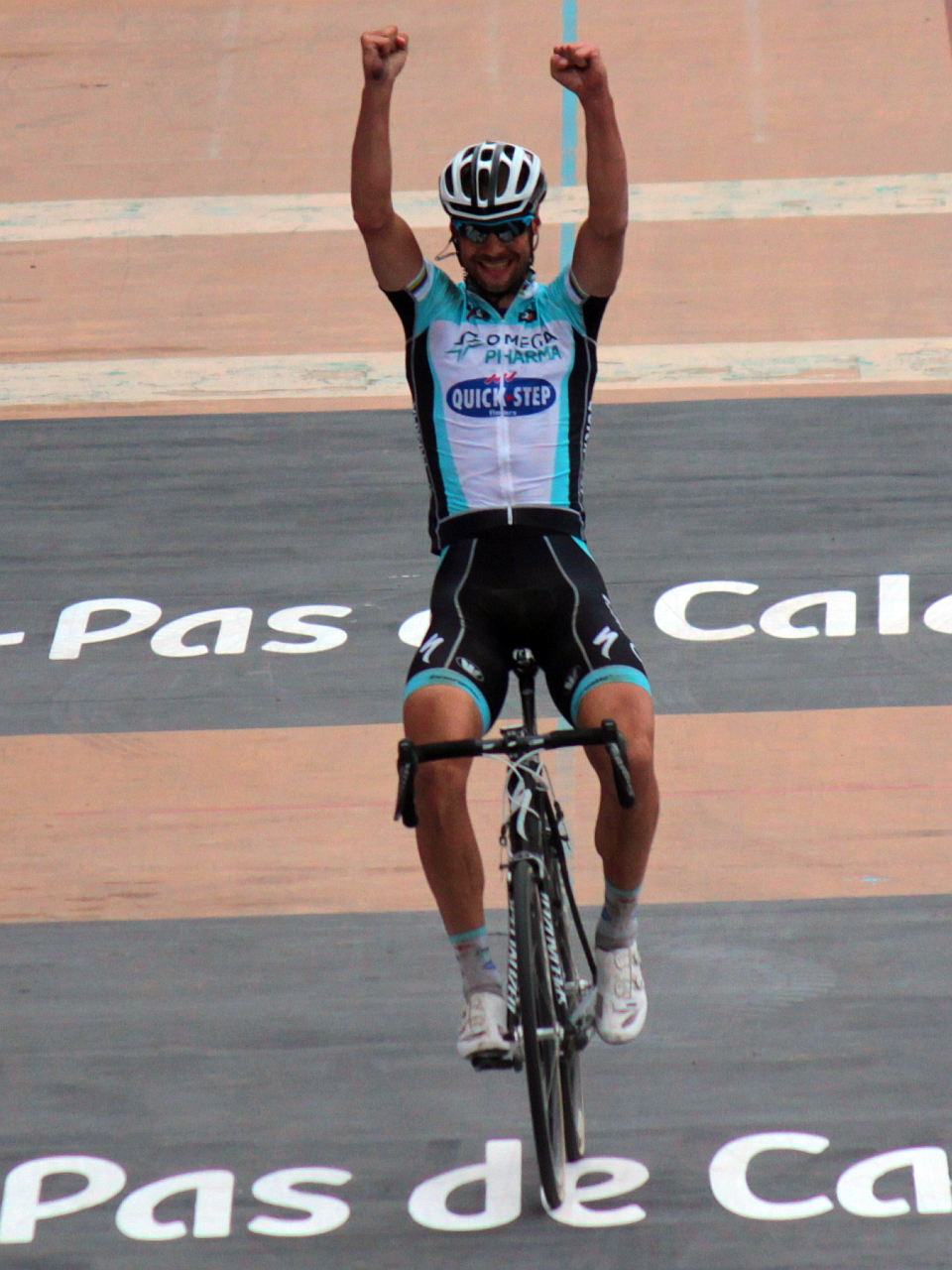
Tom Boonen triomphant sa quatrième victoire à l'arrivée du Paris-Roubaix 2012

Tom Boonen commence la saison en remportant la dernière étape du Tour de San Luis. Par la suite, il gagne pour la quatrième fois le Tour du Qatar, grâce à deux victoires d'étapes. Boonen commence les classiques flandriennes par le Circuit Het Nieuwsblad où il est dominé au sprint par Sep Vanmarcke, ce qui est pour lui une déception dans une course qu'il n'a jamais gagné dans sa carrière. Il remporte ensuite la deuxième étape de Paris-Nice, la centième victoire de sa carrière sur une course répertoriée par l'UCI,. De retour sur les courses flandriennes, il remporte pour la cinquième fois le Grand Prix E3 - et devient ainsi le détenteur du record de victoires sur cette course devant les quatre victoires de Rik Van Looy dans les années 1960 - avant de s'imposer, deux jours plus tard, au sprint massif sur les routes de Gand-Wevelgem pour la troisième fois de sa carrière en devançant Peter Sagan et Matti Breschel. Il remporte ensuite le Tour des Flandres pour la troisième fois en battant Filippo Pozzato et Alessandro Ballan au sprint, réalisant ainsi après l'E3 et Gand-Wevelgem un triplé inédit. Après une longue échappée en solitaire de 54 kilomètres, il remporte par la suite son quatrième Paris-Roubaix en devançant d'une minute et 39 secondes un groupe de cinq coureurs. Il égale ainsi le record de Roger De Vlaeminck. Il devient ainsi le seul coureur à avoir réalisé deux fois le doublé Tour des Flandres - Paris-Roubaix et également le second après Rik Van Looy (en 1962) à réaliser le triplé flandrien. Le 24 juin 2012, Tom Boonen remporte pour la seconde fois de sa carrière le titre de champion de Belgique. Le 1er septembre 2012, il gagne le général de la World Ports Classic en devançant André Greipel tout en remportant la 1re étape. Après une semaine, il inscrit son nom au palmarès d'une des plus vieilles courses cycliste, Paris-Bruxelles, en terminant premier du sprint massif devant Mark Renshaw et Óscar Freire.

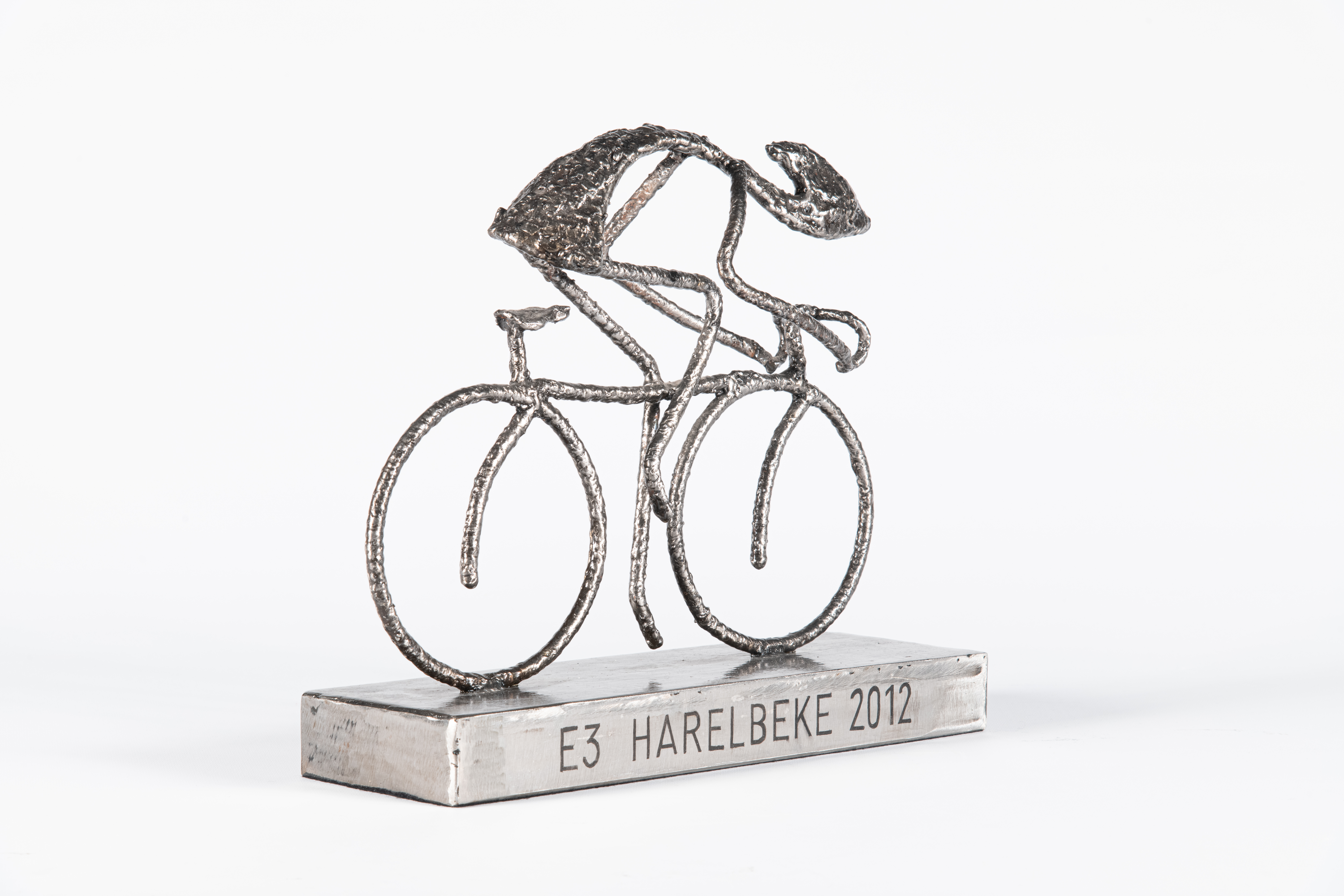
Le trophée gagné par Tom Boonen à Grand Prix E3 2012 (collection KOERS. Musée de la Course Cycliste)

Le 16 septembre, il remporte le nouveau championnat du monde du contre-la-montre par équipes de marque avec ses coéquipiers de l'équipe Omega Pharma-Quick Step Sylvain Chavanel, Tony Martin, Niki Terpstra, Kristof Vandewalle et Peter Velits, à une moyenne horaire de 50,534 km/h. Il dispute ensuite la course en ligne de ces championnats, en tant que co-leader de l'équipe de Belgique avec Philippe Gilbert,. Celui-ci s'impose en attaquant seul dans la dernière ascension du Cauberg. Boonen prend la douzième place. En fin d'année, il est élu Flandrien 2012, prix récompensant le meilleur cycliste belge de l'année et délivré par le journal Het Nieuwsblad. Il est également troisième de l'UCI World Tour. Le 21 novembre, il décroche pour la quatrième fois le trophée le Vélo de cristal (après 2004, 2005, 2006) qui récompense le meilleur coureur cycliste belge de l'année.

#### Le déclin

##### 2013: une saison noire
Au mois de janvier, Boonen chute durant un entraînement de pré-saison et se blesse au coude gauche. Sa plaie s'étant infectée, il est opéré à cette articulation et est ainsi forfait pour le Tour du Qatar, dont il est le tenant du titre,. Entamant sa saison au Tour d'Oman, il déclare à cette occasion avoir frôlé l'amputation de ce bras. Lors des classiques, Boonen abandonne lors de Milan-San Remo. Septième du GP E3, il chute et abandonne lors de Gand-Wevelgem. Une semaine après, le 31 mars, Boonen chute à nouveau au début du Tour des Flandres et doit quitter la course. Ayant des douleurs sur tout l'hémicorps gauche ainsi qu'une côte fracturée, il n'est pas capable de défendre son titre sur Paris-Roubaix,. Après quelques jours de compétition, Boonen se classe deuxième au sprint derrière André Greipel lors du Tour de Belgique. Le jour suivant il finit troisième, puis est huitième du contre-la-montre de Beveren. Le 21 juillet, il gagne sa première course officielle (en dehors des kermesses) en gagnant devant l'Américain Tyler Farrar à la deuxième étape du Tour de Wallonie.

##### 2014
Au début de la saison, Boonen remporte deux étapes du Tour du Qatar où il finit deuxième du classement général derrière son coéquipier Niki Terpstra. À la suite d'un échec au Circuit Het Nieuwsblad, il remporte Kuurne-Bruxelles-Kuurne le lendemain. Patrick Lefevere trouve que son début de saison est prometteur et dit : « j'aime bien le Boonen de 2014 il me fait penser à celui de 2012 ».
À la suite d'un drame familial, il doit déclarer forfait pour Milan-San Remo et toute sa préparation pour les classiques flandriennes est perturbée. Durant le sprint de Gand-Wevelgem, il se fait bloquer mais il arrive quand même à finir 5e. Au Tour des Flandres, il finit septième. Lors du Paris-Roubaix, il est parmi les plus actifs. Il part à 60 km de l'arrivée pour rejoindre un groupe d'échappés. Un regroupement s'effectue. Le groupe de tête marque Boonen. Il permet donc à son coéquipier Niki Terpstra de partir pour gagner en solitaire. Boonen ne participe pas au sprint et finit 10e.
Au Tour de Belgique, en mai, il gagne les deux premières étapes. Le mois suivant, il prend la troisième place du championnat de Belgique. Durant l'été, il dispute le Tour d'Espagne, où il est notamment deuxième de la douzième étape, à Logroño, battu au sprint par John Degenkolb.
Aux championnats du monde, à Ponferrada, il perd avec ses coéquipiers le titre de champion du monde du contre-la-montre par équipes et prend la médaille de bronze derrière les équipes BMC et Orica-GreenEDGE. Il est sélectionné en équipe nationale pour la course en ligne de ces championnats. Il en prend la 49e place.

##### 2015

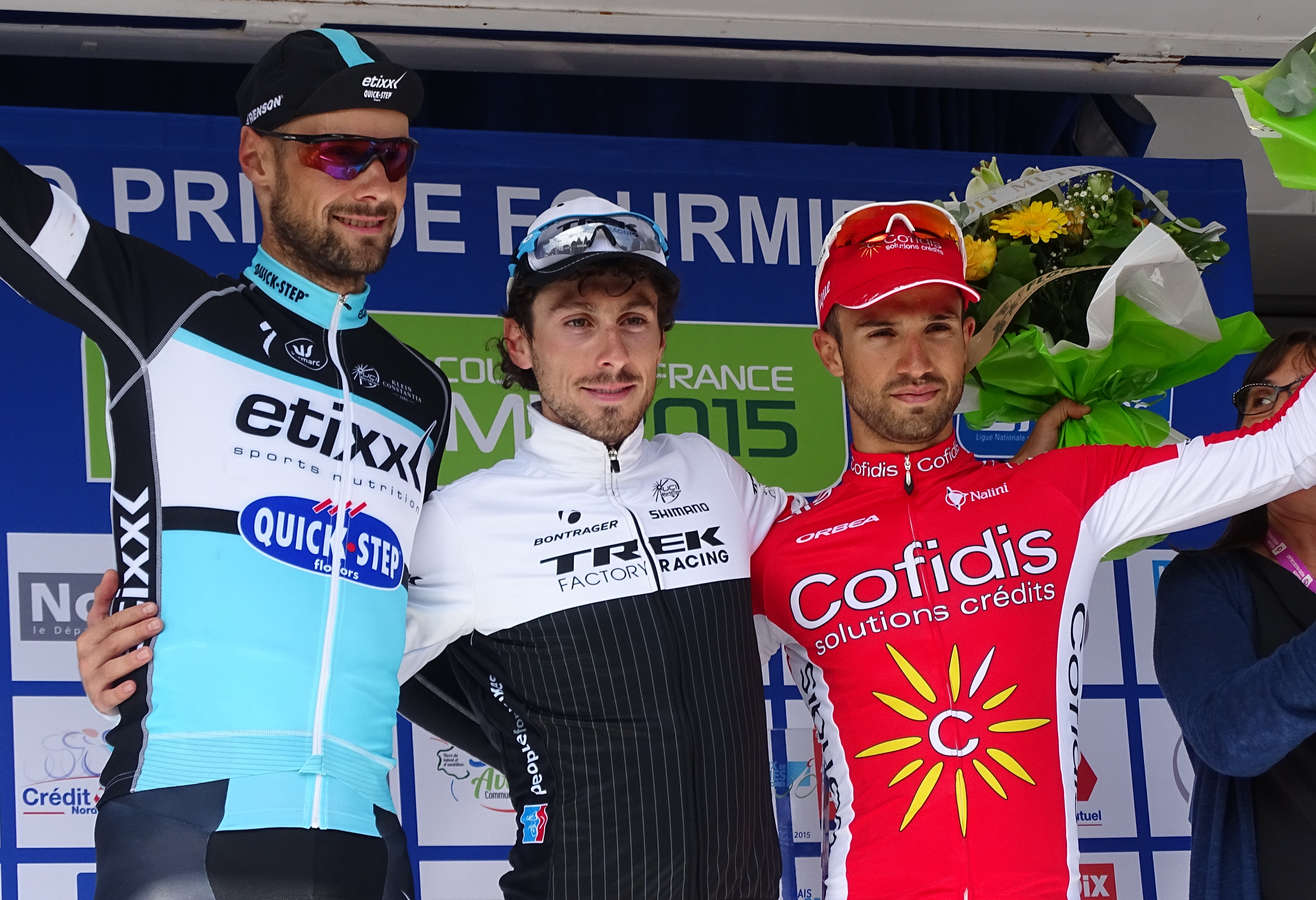
Podium de l'édition 2015 du Grand Prix de Fourmies : Tom Boonen (2e), Fabio Felline (1er) et Nacer Bouhanni (3e).

Troisième du Circuit Het Nieuwsblad et auteur de six autres tops 10 en début de saison, Boonen chute ensuite au cours de la première étape de Paris-Nice. Atteint d'une luxation acromio-claviculaire gauche et d'une fracture du coude gauche et devant subir une intervention chirurgicale, cette blessure l'empêche de pouvoir être présent dans les classiques flandriennes,. Il reprend la compétition fin avril lors du Tour de Turquie, puis participe à son premier Tour d'Italie.
Boonen est sélectionné pour la course en ligne des championnats du monde de Richmond. Il y est un des trois chefs de file belges avec Philippe Gilbert et Greg Van Avermaet. Boonen est 35e de cette course.
En octobre, Boonen chute au cours de la deuxième étape du Tour d'Abou Dabi. Il est atteint d'une fracture de l'os temporal gauche. Cette blessure entraîne des séquelles permanentes sur son audition.

##### 2016
Après un début de saison compliqué, Tom Boonen termine deuxième de Paris-Roubaix derrière l'Australien Mathew Hayman. Par la suite, il signe un contrat avec son équipe jusqu'au début de l'année 2017. Il remporte une étape du Tour de Wallonie et la RideLondon-Surrey Classic ainsi que la Brussels Cycling Classic, montrant que son sprint est toujours là, et qu'il pourrait être un outsider au championnat du monde à Doha. Sur un parcours venteux et à la suite d'une course animée par l'équipe belge, Boonen se classe troisième derrière Peter Sagan et Mark Cavendish.

##### 2017: Dernière saison
Tom Boonen annonce qu'il prendra sa retraite après une dernière participation à Paris-Roubaix où il tentera de remporter une 5e victoire. Il remporte une étape au Tour de San Juan et se classe dans le top 10 de Gand-Wevelgem et au Grand Prix E3. Il termine finalement 13e de Paris-Roubaix et met un terme à sa carrière.

### L'après carrière
En juin 2017, Boonen obtient sa licence de pilote sur circuit automobile après avoir passé les tests requis. Le mois suivant, il fait ses débuts en compétition automobile lors de la Volkswagen Beetle Fun Cup, disputant les 25 Heures de la VW Fun Cup sur le Circuit de Spa-Francorchamps. Lui et ses coéquipiers Anthony Kumpen, Bert Longin et Ruben Van Gucht terminent à la 29e place sur 118 partants, à 15 tours de l'équipe gagnante. Il devient également consultant sur les courses de vélo sur la chaîne privée VTM.
En février 2018, Boonen s'associe à l'équipe cycliste Lotto-Soudal, concurrent belge de son ancienne équipe Quick Step. Il devient ambassadeur et consultant pour l'équipe. Il rejoint son ancien agent Paul De Geyter, qui avait rejoint l'équipe en tant que manager général en septembre 2017 et avec qui il s'est associé dans le rachat d'un restaurant à Saint-Trond.
Le 4 mars 2020, en interview au Studio Bruxelles, il fait allusion à un possible retour sur les courses, à l'image de sa compatriote, Kim Clijsters.
En 2023, il participe à des manches du championnat de Belgique des rallyes automobile (BRC) au volant de sa Lancia Delta Integrale 16v. Il indique également avoir envie de suivre un programme d'épreuves sur circuit.

## Vie privée
Boonen vivait à Balen, dans la région flamande de Belgique, avant de déménager à Monaco fin 2005. Il y est resté quelques années avant de décider de retourner en Belgique début 2012. En 2015, sa petite amie de longue date, Lore, donne naissance à des filles jumelles, Valentine et Jacqueline.
En 2016, Boonen rembourse plusieurs millions d'euros à l'administration fiscale belge, pour avoir omis de déclarer ses revenus tout en étant un résident légal de Monaco. Les enquêteurs ont fait valoir que Boonen passait la majeure partie de son temps en Belgique et était donc tenu de payer des impôts conformément à la législation fiscale belge.

## Hommage
Une statue en bronze représentant ses jambes et ses cuisses se trouve au sommet du Taaienberg dans la commune belge de Markedal. Inaugurée en janvier 2023, elle est l'œuvre du sculpteur belge Thomas Huyghe et a été réalisée d'après une moulure de cette partie du corps de Tom Boonen.

## Palmarès, résultats et distinctions

### Palmarès amateur
| - 1996 - 2e du championnat de Belgique sur route débutants - 1998 - Circuit Mandel-Lys-Escaut juniors - 5e étape du Trophée des Provinces Françaises - 2e du Trophée des Flandres - 3e du championnat de Belgique du contre-la-montre juniors - 3e des Trois Jours d'Axel - 1999 - 2e de l'Univest Grand Prix - 2000 - Zuidkempense Pijl - 1re étape du Triptyque des Monts et Châteaux - 1re et 4e étape du Tour du Limbourg amateurs - Grand Prix de la ville de Geel - 5e étape du Tour de la province d'Anvers - Paris-Tours espoirs - 2e de l'Internatie Reningelst - 2e du championnat de Belgique sur route espoirs - 3e de la Beverbeek Classic - 3e du Grand Prix Etienne De Wilde - 3e de Paris-Roubaix espoirs - 3e du Tour du Limbourg amateurs - 3e du Circuit des régions flamandes | - 2001 - Champion de Belgique sur route espoirs - Zuidkempense Pijl - Zellik-Galmaarden - Internationale Wielertrofee Jong Maar Moedig - 4e étape du Tour de Liège - Grand Prix du Haut-Escaut - 4ea étape du Grand Prix Guillaume Tell - 2e de Liège-Bastogne-Liège espoirs - 2e du Circuit Het Volk espoirs - 2e du Circuit du Hainaut - 3e du Grand Prix de Waregem - 3e de Hasselt-Spa-Hasselt - 9e du championnat d'Europe sur route espoirs |  |

### Palmarès professionnel
| - 2002 - 1re étape du Tour de Catalogne (contre-la-montre par équipes) - 2e étape de l'Uniqa Classic - 2e du Circuit franco-belge - 3e de Paris-Roubaix - 2003 - 3e étape du Tour de Belgique - 3e de Gand-Wevelgem - 2004 - 2e étape du Tour du Qatar - 1re étape du Tour d'Andalousie - Grand Prix E3 - Gand-Wevelgem - Grand Prix de l'Escaut - Tour de Picardie : - Classement général - 1re et 2e étapes - 2e étape du Tour de Belgique - 2e et 7e étapes du Tour d'Allemagne - Prologue et 1re étape du Ster Elektrotoer - 6e et 20e étapes du Tour de France - 3e étape du Tour de Grande-Bretagne 2004 - Mémorial Rik Van Steenbergen - 3e et 4e étapes du Circuit franco-belge - Circuit Mandel-Lys-Escaut - 2e de l'International Grand Prix Doha - 3e du Tour du Qatar - 9e de Paris-Roubaix - 2005 - Champion du monde sur route - 1re et 2e étapes du Tour du Qatar - 1re et 2e étapes de Paris-Nice - Grand Prix E3 - Paris-Roubaix - Tour des Flandres - 2e étape du Tour de Picardie - Tour de Belgique : - Classement général - 1re et 2e étapes - 2e et 3e étapes du Tour de France - 2e du classement UCI Pro Tour - 2e de l'International Grand Prix Doha - 2e du Circuit Het Volk - 8e de Milan-San Remo - 2006 - International Grand Prix Doha - Tour du Qatar : - Classement général - 1re, 2e, 3e et 5e étapes - 5e étape du Tour d'Andalousie - 1re, 2e et 4e étapes de Paris-Nice - Grand Prix E3 - Tour des Flandres - Grand Prix de l'Escaut - 2e et 3eb étapes du Tour de Belgique - Veenendaal-Veenendaal - 1re étape du Tour de Suisse - 1re, 3e et 5e étapes de l'Eneco Tour - 6e étape du Tour de Grande-Bretagne 2006 - 2e de Paris-Roubaix - 2e de Paris-Bruxelles - 3e de Kuurne-Bruxelles-Kuurne - 3e du championnat de Belgique sur route - 4e de Milan-San Remo - 9e du championnat du monde sur route - 2007 - 1re (contre-la-montre par équipes), 2e, 3e, 4e et 6e étapes du Tour du Qatar - 4e étape du Tour d'Andalousie - Kuurne-Bruxelles-Kuurne - À travers les Flandres - Grand Prix E3 - 5e étape du Tour de Belgique - Tour de France : - Classement par points - 6e et 12e étapes - 2e du championnat de Belgique sur route - 2e du Tour du Qatar - 3e de Milan-San Remo - 3e du Het Volk - 6e de Paris-Roubaix - 2008 - Tour du Qatar : - Classement général - 1re (contre-la-montre par équipes), 2e, 3e et 6e étapes - 2e étape du Tour de Californie - Paris-Roubaix - 5e étape du Tour de Belgique - 3e étape du Ster Elektrotoer - 7e étape du Tour d'Autriche - 1re étape du Tour de Wallonie - 1re et 4e étapes de l'Eneco Tour - 3e et 16e étapes du Tour d'Espagne - 1re étape du Circuit franco-belge - 2e du Grand Prix de l'Escaut - 2e du Prix national de clôture | - 2009 - Champion de Belgique sur route - Tour du Qatar : - Classement général - 3e étape - Kuurne-Bruxelles-Kuurne - Paris-Roubaix - 3e étape de l'Eneco Tour - 3e étape du Circuit franco-belge - 2e du Grand Prix E3 - 2e du Circuit franco-belge - 2e de Paris-Tours - 3e d'À travers les Flandres - 2010 - 3e et 5e étapes du Tour du Qatar - 5e étape du Tour d'Oman - 2e étape de Tirreno-Adriatico - 2e de Milan-San Remo - 2e du Grand Prix E3 - 2e du Tour des Flandres - 3e du Tour du Qatar - 5e de Paris-Roubaix - 2011 - 1re étape du Tour du Qatar - Gand-Wevelgem - 4e du Tour des Flandres - 2012 - Champion du monde du contre-la-montre par équipes - Champion de Belgique sur route - 7e étape du Tour de San Luis - Tour du Qatar : - Classement général - 1re et 4e étapes - 2e étape de Paris-Nice - Grand Prix E3 - Gand-Wevelgem - Tour des Flandres - Paris-Roubaix - World Ports Classic : - Classement général - 1re étape - Paris-Bruxelles - 2e du Circuit Het Nieuwsblad - 4e de la Vattenfall Cyclassics - 2013 - 2e étape du Tour de Wallonie - 7e du Grand Prix E3 - 2014 - 2e et 4e étapes du Tour du Qatar - Kuurne-Bruxelles-Kuurne - 1re et 2e étapes du Tour de Belgique - 2e du Tour du Qatar - Médaillé de bronze au championnat du monde du contre-la-montre par équipes - 3e du championnat de Belgique sur route - 5e de Gand-Wevelgem - 7e du Tour des Flandres - 10e de Paris-Roubaix - 2015 - 2e étape du Tour de Belgique - Tour de Cologne - 3e étape de l'Eneco Tour - Tour de Münster - 2e du Grand Prix de Fourmies - Médaillé d'argent au championnat du monde du contre-la-montre par équipes - 3e du Circuit Het Nieuwsblad - 3e de la Brussels Cycling Classic - 4e de la Vattenfall Cyclassics - 2016 - 1re étape du Tour de Wallonie - RideLondon-Surrey Classic - Brussels Cycling Classic - 2e de Paris-Roubaix - 2e du Tour du Limbourg - Médaillé de bronze au championnat du monde sur route - 3e de l'Eurométropole Tour - 2017 - 2e étape du Tour de San Juan - 6e de Gand-Wevelgem - 8e du Grand Prix E3 |  |

### Classiques et championnats du monde
Le tableau ci-dessous présente les classements de Tom Boonen aux championnats du monde et sur les sept principales classiques auxquelles il a participé (Milan-San Remo, les quatre flandriennes, la Cyclassics de Hambourg et Paris-Tours). Il a remporté sept Monuments et un championnat du monde.
| Année | Milan- San Remo (Mo) | Grand Prix E3 | Gand-Wevelgem | Tour des Flandres (Mo) | Paris-Roubaix (Mo) | Cyclassics de Hambourg | Paris-Tours | Championnats du monde |
| ----- | -------------------- | ------------- | ------------- | ---------------------- | ------------------ | ---------------------- | ----------- | --------------------- |
| 2002  | -                    | -             | 7e            | 24e                    | 3e                 | -                      | 22e         | 38e                   |
| 2003  | 78e                  | 12e           | 3e            | 25e                    | 24e                | 50e                    | 102e        | 17e                   |
| 2004  | 75e                  | Vainqueur     | Vainqueur     | 25e                    | 9e                 | 88e                    | -           | -                     |
| 2005  | 8e                   | Vainqueur     | 26e           | Vainqueur              | Vainqueur          | -                      | -           | Vainqueur             |
| 2006  | 4e                   | Vainqueur     | -             | Vainqueur              | 2e                 | -                      | -           | 9e                    |
| 2007  | 3e                   | Vainqueur     | 27e           | 12e                    | 6e                 | 114e                   | -           | -                     |
| 2008  | 28e                  | 8e            | -             | 17e                    | Vainqueur          | -                      | 10e         | 37e                   |
| 2009  | 15e                  | 2e            | -             | 20e                    | Vainqueur          | 46e                    | 2e          | 38e                   |
| 2010  | 2e                   | 2e            | -             | 2e                     | 5e                 | -                      | 136e        | -                     |
| 2011  | 28e                  | -             | Vainqueur     | 4e                     | Abandon            | -                      | -           | -                     |
| 2012  | 22e                  | Vainqueur     | Vainqueur     | Vainqueur              | Vainqueur          | 4e                     | -           | 12e                   |
| 2013  | Abandon              | 7e            | Abandon       | Abandon                | -                  | -                      | -           | -                     |
| 2014  | -                    | 11e           | 5e            | 7e                     | 10e                | -                      | -           | 49e                   |
| 2015  | -                    | -             | -             | -                      | -                  | 4e                     | -           | 35e                   |
| 2016  | 55e                  | 14e           | 20e           | 15e                    | 2e                 | 49e                    | 21e         | 3e                    |
| 2017  | 65e                  | 8e            | 6e            | 37e                    | 13e                | -                      | -           | -                     |

### Résultats sur les grands tours

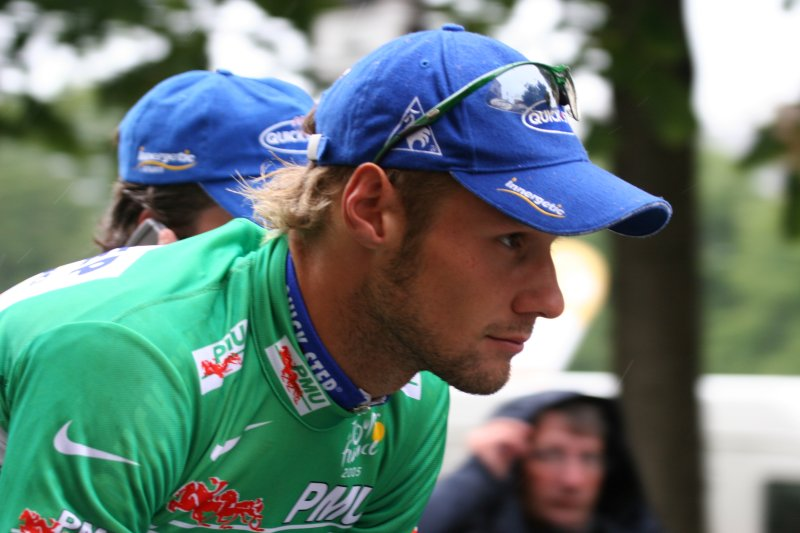
T.Boonen revêtu du maillot vert sur le Tour 2005

#### Tour de France
6 participations
- 2004 : 120e, vainqueur des 6e et 20e étapes
- 2005 : abandon (12e étape),  porteur du maillot vert pendant 10 étapes, vainqueur des 2e et 3e étapes
- 2006 : abandon (15e étape),  porteur du maillot jaune pendant 4 étapes
- 2007 : 119e,  vainqueur du classement par points, vainqueur des 6e et 12e étapes
- 2009 : non-partant (15e étape)
- 2011 : abandon (7e étape)

#### Tour d'Espagne
7 participations
- 2003 : 92e
- 2005 : non-partant (14e étape)
- 2007 : abandon
- 2008 : non-partant (18e étape), vainqueur des 3e et 16e étapes
- 2009 : abandon (13e étape)
- 2011 : non-partant (16e étape)
- 2014 : non-partant (18e étape)

#### Tour d'Italie
1 participation
- 2015 : non-partant (14e étape)

### Classements mondiaux
Jusqu'en 2004, le classement UCI concerne tous les coureurs ayant obtenu des points lors de courses du calendrier international de l'Union cycliste internationale (324 courses en 2004). En 2005, l'UCI ProTour et les circuits continentaux sont créés, ayant chacun leur classement. De 2005 à 2008, le classement de l'UCI ProTour classe les coureurs membres d'équipes ProTour en fonction des points qu'ils ont obtenus lors des courses du calendrier UCI ProTour, soit 28 courses en 2005, 27 en 2006, 26 en 2007. En 2008, le calendrier du ProTour est réduit à 15 courses en raison du conflit entre l'UCI et les organisateurs de plusieurs courses majeures. Les trois grands tours, Paris-Roubaix, la Flèche wallonne, Liège-Bastogne-Liège, le Tour de Lombardie, Tirreno-Adriatico et Paris-Nice ne sont donc pas pris en compte dans le classement ProTour 2008. En 2009 et 2010, un « classement mondial UCI » remplace le classement ProTour. Il prend en compte les points inscrits lors des courses ProTour et des courses qui n'en font plus partie, regroupées dans un « calendrier historique », soit au total 24 courses en 2009 et 26 en 2010. Ce nouveau classement prend en compte les coureurs des équipes continentales professionnelles. En 2011, l'UCI ProTour devient l'UCI World Tour et reprend dans son calendrier les courses qui l'avaient quitté en 2008. Il comprend 27 courses en 2011 et son classement ne concerne plus que les coureurs membres des 18 équipes ProTeam.
Tom Boonen apparaît pour la première fois au classement UCI en 2000 et y obtient sa meilleure place en 2004 : 10e. Après la création de l'UCI ProTour, il est au mieux classé 2e en 2005.
| Année                  | 2000 | 2001 | 2002 | 2003 | 2004 | 2005 | 2006 | 2007 | 2008 | 2009 | 2010 | 2011 | 2012 | 2013 | 2014 | 2015 | 2016 | 2017 |
| ---------------------- | ---- | ---- | ---- | ---- | ---- | ---- | ---- | ---- | ---- | ---- | ---- | ---- | ---- | ---- | ---- | ---- | ---- | ---- |
| Classement UCI         | 992e | 862e | 64e  | 90e  | 10e  |      |      |      |      |      |      |      |      |      |      |      |      |      |
| Classement ProTour     |      |      |      |      |      | 2e   | 7e   | 20e  | 83e  |      |      |      |      |      |      |      |      |      |
| Calendrier mondial UCI |      |      |      |      |      |      |      |      |      | 38e  | 19e  |      |      |      |      |      |      |      |
| UCI World Tour         |      |      |      |      |      |      |      |      |      |      |      | 30e  | 3e   | 139e | 71e  | 79e  | 66e  | 102e |
| UCI Asia Tour          |      |      |      |      |      |      |      |      |      |      |      |      |      |      |      |      | 6e   |      |

### Distinctions
- Oscar du cyclisme 2005 de La Gazzetta dello Sport
- Cycliste de l'année du journal américain International Herald Tribune
- Vélo d'or : 2005 - 2e en 2012
- Mendrisio d'or : 2005
- Vélo de cristal du meilleur coureur cycliste belge en 2004, 2005, 2006 et 2012
- Vélo de cristal du meilleur jeune coureur cycliste belge en 2001
- Sportif belge de l'année 2005, 2007 et 2012 (trophée décerné par les journalistes sportifs belges)
- Trophée national du Mérite sportif belge 2005
- Trophée Flandrien en 2004, 2005 et 2012